# 사회인 (영화)
《사회인》은 2019년에 개봉한 대한민국의 영화이다.

## 캐스트
주연
- 이종원 : 김경식 역
- 정화 : 성시은 역

출연
- 박철민 : 김남중 역
- 공정환 : 정원호 역
- 동현배 : 황대성 역
- 유인혁 : 배완수 역
- 남연우 : 이나라 역
- 김지훈 : 고희섭 역